# Contra viento y marea (1997)
Contra viento y marea é uma telenovela venezuelana produzida e exibida pela Venevisión entre 9 de julho e 26 de novembro de 1997.
Foi protagonizada por Ana Karina Manco e Guillermo Dávila e antagonizada por Mimí Lazo, Carolina Perpetuo e Carlos Olivier

## Sinopse
Daniela Borges de Millán é uma mulher de 36 anos, casada, tem uma filha e um emprego estável. Mas todos sabem que ela é casada com o homem errado. Sua verdadeira história de amor foi enterrada no passado. Para mais sinais, eles dizem que o homem em sua vida está morto.
Há vinte anos, quando Daniela era apenas uma adolescente, ela o conheceu. E isso mudou sua vida para sempre. Ela já era namorada de seu atual marido, Aquiles Millán. Daniela era uma jovem submissa, influenciada muito pelos desenhos de sua mãe, um ser autoritário e possessivo, chamado Doña José. Quando Daniela conheceu Sebastián León, os dois se apaixonaram profundamente e decidiram fugir juntos, mas o vôo foi um fracasso.
Dom Roman Borges, o pai de Daniela, proibiu sua filha de encontrar novamente com aquele menino que estava revoltando o espírito. Uma noite trágica, Sebastian, no auge do desespero, decidiu falar com Don Román e apostar tudo por seu amor. Os dois se trancaram na biblioteca da casa e argumentaram alto até que finalmente o silêncio da noite foi quebrado pelo som de dois tiros. Daniela, sua irmã e sua mãe correram para a biblioteca e encontraram o corpo de Don Román; tudo apontou para Sebastian ser o culpado dessa morte. O amor de Daniela se transformou em ódio, Sebastian foi sentenciado a vinte anos de prisão.
Devastada pela tragédia e persuadida por Doña José, Daniela viajou para os Estados Unidos para se encontrar com Aquiles e acima de tudo para tentar esquecer o que aconteceu. Daniela não teve escolha senão se casar com Aquiles, entrar na rotina de um casamento, a possibilidade de ser mãe e o exercício sistemático do esquecimento. Um dia, enquanto nos Estados Unidos, sua mãe lhe enviou uma breve carta informando que Sebastian havia morrido em uma revolta na prisão. Aparentemente, a vida fez justiça; No entanto, esta notícia destruiu Daniela, que meses depois voltou para casa definitivamente, agora casada, com uma gravidez muito avançada e um duelo eterno para Sebastian.
Hoje, 20 anos depois, Daniela e Aquiles celebram seu aniversário de casamento. No dia da festa, um astrólogo diz-lhe que ela ainda está apaixonada por um fantasma antigo e que algo transcendental está prestes a acontecer. A predição revive as memórias esquecidas de Daniela, que não conhece um detalhe essencial: Sebastián León está vivo e no mesmo dia em que ele é libertado. Sebastian só tem duas idéias em sua mente: provar sua inocência e procurar Daniela para recuperar seu amor.
Várias perguntas sobrevoaram o horizonte desta história: quem realmente matou o pai de Daniela? E o que acontecerá na vida de Daniela quando ela descobrir que ela ainda ama Sebastian? Ela já fez uma vida ao lado de outro homem, mas ela nunca foi feliz. Então, eles serão condenados a viver separados conhecendo-se mutuamente?

## Elenco
- Guillermo Dávila -- Sebastián León
- Ana Karina Manco -- Daniela Borges
- Carolina Perpetuo -- Virginia Lugo
- Mimi Lazo -- Doña José
- Carlos Olivier -- Aquiles Millán
- Gigi Zanchetta -- Xiomara Quintana (La Barreto)
- Juan Carlos Vivas -- El Duque
- Elizabeth Morales -- Susana
- Yanis Chimaras -- Chuo García
- Lourdes Valera -- La Zurda
- Roberto Lamarca -– Nicolás
- Elba Escobar - Mística Gamboa
- Gustavo Rodríguez -- Álvaro Luján
- Jonathan Montenegro -- Ignacio
- Deyalit López -– Azúcar
- Eileen Abad -- La Nena
- Virginia García -- Valeria Borges
- María Eugenia Perera -- Thamara
- Tatiana Padrón -- Fabiola
- Margarita Hernández -- Lupe
- Reinaldo José Pérez
- Aitor Gaviria -- Tobías
- Romelia Aguero -- Crisálida
- José Torres -- Zorba
- Patricia Oliveros
- Sofía Díaz -- Gabrielita